# Rhamphomyia ursinella
Rhamphomyia ursinella är en tvåvingeart som beskrevs av Axel Leonard Melander 1927. Rhamphomyia ursinella ingår i släktet Rhamphomyia och familjen dansflugor.
Artens utbredningsområde är Northwest Territories, Kanada. Inga underarter finns listade i Catalogue of Life.